# Železna dolina
Železna dolina ali dolina Bele (furlansko Cjanâl dal Fier, italijansko Canal del Ferro ali Valle del Fella, nemško Eisental) je gorska dolina v nekdanji Videmski pokrajini, ki jo prečka reka Bela in ločuje Karnijske Alpe (Tabeljska dolina in Avpska dolina) na zahodu od Julijskih Alp (Kanalska dolina, Dunjska dolina, Reklanska dolina in Rezijanska dolina) na vzhodu.

## Ime
Ime, ki se uradno pojavlja v dokumentih že v 13. stoletju, v ljudski rabi pa sega v čas Rimljanov, izhaja iz trgovanja z železom in drugimi kovinami, ki se je od najzgodnejših časov razvijala med rudniki na Štajerskem in Koroškem ter jadranskimi pristanišči.

## Zemljepis
Železna dolina je razgibana in ozka dolina s strmimi in visokimi stranicami, porasla z nizkim gozdom, ki ga prekinjajo skale, majhna melišča in izstopajoči grebeni, ki se kot kulisa spuščajo na dno doline.
Izvira v Tablji, na sotočju Tabeljske doline s severa in Kanalske doline z vzhoda. Tu se dolina zvije proti jugu, prečka Dunjo in Kluže, kjer se po tem, ko z leve strani zbere vode potoka Reklana, zvije proti zahodu in pride do vasah Na Bili in Možac. Po novem ovinku proti jugu se v bližini kraja Amaro bistre vode Bele pomešajo s temnejšimi vodami Tilmenta.

## Infrastruktura in promet
V prvi polovici 20. stoletja je bila tu zgrajena državna cesta 13 (SS 13), znana kot »tabeljska cesta« (Pontebbana), ki je vodila iz Benetk v Avstrijo. Po potresu v Furlaniji leta 1976 so jo posodobili, popravili in razširili.
Skozi to območje je potekala tudi stara enotirna Tabeljska železniška proga (Pontebbana), katere drzna dela, vključno z železnimi mostovi, so še vedno dobro vidna. Staro železniško progo so ukinili v devetdesetih letih 20. stoletja po izgradnji nove dvotirne železnice Videm-Trbiž, primerne za sodobna vozila, ki poteka večinoma v predorih, vidnih pa je le nekaj viaduktov.
Skozi dolino poteka tudi avtocesta A23, ki na dolgih odsekih poteka med predori, kar vpliva na naravno pokrajino.